# Nofollow
Для политики Википедии относительно nofollow см. meta:Nofollow
nofollow — значение атрибута rel тега <a> языка гипертекстовой разметки веб-страниц HTML (rel="nofollow"). Значение предназначено для поисковых систем: оно указывает их роботам, что гиперссылку не нужно сканировать (переходить по ней). Таким же образом на практике помечаются рекламные ссылки, а для поисковых систем  Google и Яндекс ссылки с данным атрибутом не  передают PR и ТиЦ  соответственно.
Наиболее популярные поисковые системы, соблюдающие стандарты Консорциума Всемирной паутины, не учитывают ссылки с таким атрибутом при расчёте индекса цитирования веб-сайтов.

## Мета-тег nofollow
Существует также мета-тег nofollow с тем же именем и с похожим назначением. Отличается областью действия (на всю страницу).
Пример атрибута nofollow :
```
<
body
>

...

<
a
 
href
=
"http://www.example.com"
 
rel
=
"nofollow"
>
Попытка рекламы
</
a
>

```

Пример мета-тега nofollow:
```
<
html
>

<
head
>

 
<
meta
 
name
=
"robots"
 
content
=
"nofollow"
 
/>

 
<
title
>
Don't index this page
</
title
>

</
head
>

```

## nofollow и Википедия
Атрибут nofollow специальным соглашением с 2005 года был постепенно введён в разных разделах Википедии. Это было сделано для уменьшения объёмов заспамливания вики-статей внешними ссылками, которые постоянно добавляются «поисковыми оптимизаторами» и владельцами некоторых сайтов для собственной «раскрутки», поднимая таким образом показатель PageRank и посещаемость своих проектов.

## nofollow и Яндекс
С мая 2010 года робот Яндекса перестал переходить по ссылкам с атрибутом rel=nofollow аналогично как Google, Yahoo и Bing. Однако спустя какое-то время произошло обновление алгоритма; по состоянию на ноябрь 2016 такие ссылки могут учитываться в ранжировании и отображаться в Яндекс.Вебмастере.